# Drachenviereck

Konvexes Drachenviereck

Konkaves Drachenviereck

Ein Drachenviereck (auch gerader Drachen oder Deltoid, in Österreich wird ausschließlich Deltoid verwendet) ist ein ebenes Viereck,
- bei dem eine Diagonale Symmetrieachse ist,

oder
- dessen vier Seiten sich in zwei Paare benachbarter gleich langer Seiten gruppieren lassen.

Beide Definitionen sind äquivalent.
Oft wird nur die konvexe Form des Deltoids als Drachenviereck bezeichnet und die konkave Form als Pfeilviereck oder Windvogelviereck. Die Bezeichnung Drachenviereck verweist auf die Form vieler Flugdrachen.
Ein spezielles Drachenviereck ist die Raute (Rhombus). Sie ist ein gleichseitiges Deltoid.

## Eigenschaften
Für jedes Drachenviereck gilt (siehe Abbildung):
- Die Diagonalen {\displaystyle e} und {\displaystyle f} stehen senkrecht aufeinander, d. h., das Drachenviereck ist ein orthodiagonales Viereck.
- Die Diagonale {\displaystyle AC=e}, die die Symmetrieachse ist, halbiert die andere Diagonale {\displaystyle BD=f} und die Innenwinkel in den Eckpunkten {\displaystyle A} und {\displaystyle C}. Sie teilt das Viereck {\displaystyle ABCD} in zwei kongruente spiegelsymmetrische Dreiecke.
- Die Diagonale {\displaystyle BD=f} teilt das Drachenviereck in zwei gleichschenklige Dreiecke.
- Die einander gegenüber liegenden Winkel in den Eckpunkten {\displaystyle B} und {\displaystyle D} sind gleich groß.

Für jedes konvexe Drachenviereck gilt:
- Es hat einen Inkreis und ist daher ein Tangentenviereck.
- Es ist ein Sehnenviereck, wenn die beiden gleichen Winkel in den Eckpunkten {\displaystyle B} und {\displaystyle D} rechte Winkel sind. Das ergibt sich aus der Umkehrung des Satzes des Thales. Es besitzt dann einen Umkreis.

Ein Tangentenviereck ist genau dann ein Drachenviereck, wenn eine der folgenden Bedingungen erfüllt ist:
- Zwei benachbarte Seiten sind gleich lang.
- Die Diagonalen sind orthogonal.
- Die Verbindungsstrecken der Tangentialpunkte sind gleich lang.
- Zwei gegenüber liegende Tangentenabschnitte sind gleich lang.
- Der Inkreismittelpunkt liegt auf einer Diagonalen.

## Formeln
| Mathematische Formeln zum Drachenviereck                 | Mathematische Formeln zum Drachenviereck                                                                                    | Mathematische Formeln zum Drachenviereck |
| -------------------------------------------------------- | --- | ---------------------------------------- |
| Flächeninhalt                                            | {\displaystyle A=a\cdot b\cdot \sin(\beta )}                                                                                |                                          |
| Flächeninhalt                                            | {\displaystyle A={\frac {e\cdot f}{2}}}                                                                                     |                                          |
| Umfang                                                   | {\displaystyle U=2\cdot a+2\cdot b=2\cdot (a+b)}                                                                            |                                          |
| Seitenlängen                                             | {\displaystyle a=d,\quad b=c}                                                                                               |                                          |
| Länge der Diagonalen (siehe Kosinussatz, Satz des Heron) | {\displaystyle e={\sqrt {a^{2}+b^{2}-2\cdot a\cdot b\cdot \cos(\beta )}}}                                                   |                                          |
| Länge der Diagonalen (siehe Kosinussatz, Satz des Heron) | {\displaystyle f={\frac {4\cdot {\sqrt {s\cdot (s-a)\cdot (s-b)\cdot (s-e)}}}{e}}} mit {\displaystyle s={\frac {a+b+e}{2}}} |                                          |
| Länge der Diagonalen (siehe Kosinussatz, Satz des Heron) | {\displaystyle f=2\cdot a\cdot \sin \left({\frac {\alpha }{2}}\right)=2\cdot b\cdot \sin \left({\frac {\gamma }{2}}\right)} |                                          |
| Inkreisradius                                            | {\displaystyle r={\frac {2\cdot A}{U}}={\frac {e\cdot f}{2\cdot (a+b)}}}                                                    |                                          |
| Innenwinkel (siehe Kosinussatz)                          | {\displaystyle \alpha =\arccos \left({\frac {2\cdot a^{2}-f^{2}}{2\cdot a^{2}}}\right)}                                     |                                          |
| Innenwinkel (siehe Kosinussatz)                          | {\displaystyle \gamma =\arccos \left({\frac {2\cdot b^{2}-f^{2}}{2\cdot b^{2}}}\right)}                                     |                                          |
| Innenwinkel (siehe Kosinussatz)                          | {\displaystyle \beta =\delta =\arccos \left({\frac {a^{2}+b^{2}-e^{2}}{2\cdot a\cdot b}}\right)}                            |                                          |

Konvexes und konkaves Drachenviereck mit Inkreis und Pseudoinkreis. Für beide Drachenvierecke gilt die in der Tabelle angegebene Formel für den Inkreis.

{\displaystyle \alpha ,\beta ,\gamma ,\delta } sind die Größen der Innenwinkel. Die erste Formel für den Inkreisradius {\displaystyle r} erhält man dadurch, dass man die Ecken A, B, C und D mit dem Mittelpunkt des Inkreises verbindet. Dadurch wird das Drachenviereck in vier Teildreiecke zerlegt, die jeweils eine Vierecksseite als Grundseite und die zugehörige Höhe {\displaystyle r} haben. Es gilt daher wie bei jedem Tangentenviereck {\displaystyle A={\frac {1}{2}}\cdot U\cdot r}.

## Verallgemeinerungen
Ein schräges Drachenviereck (kurz Drachen) ist ein ebenes Viereck, in dem eine der Diagonalen durch die andere halbiert wird. Ein solches Viereck wird manchmal auch schief genannt. Bei einem schrägen Drachenviereck stehen die Diagonalen also nicht zwangsläufig orthogonal zueinander. Das Drachenviereck ist in diesem Sinne ein gerader Drachen. Für das schräge Drachenviereck gilt eine über das Kreuzprodukt verallgemeinerte Formel für den Flächeninhalt.
Ein Viereck ist genau dann ein schiefes Drachenviereck, wenn es sich von einem inneren Punkt aus mit geraden Verbindungen zu den vier Ecken in vier flächengleiche Dreiecke zerlegen lässt.

## Parkettierungen mit Drachenvierecken
Einige besondere Parkettierungen enthalten Drachenvierecke. Bekannt ist vor allem die Penrose-Parkettierung.

Eine Penrose-Parkettierung
Drachenvierecke mit je zwei rechten Winkeln und je einem von der Symmetrieachse geschnittenen 60°-Winkel

## Polyeder mit Drachenvierecken
Einige Polyeder haben Drachenvierecke als Seitenflächen. Die Oberfläche von Deltoidalikositetraeder und Deltoidalhexakontaeder, zweier catalanischer Körper, besteht aus kongruenten Drachenvierecken.

Die Rhomboeder, das Rhombendodekaeder und das Rhombentriakontaeder haben sogar Rauten als Seitenflächen. Die genannten Polyeder sind drehsymmetrisch, d. h. sie können durch Drehung um bestimmte Rotationsachsen auf sich selbst abgebildet werden.

Rhomboeder
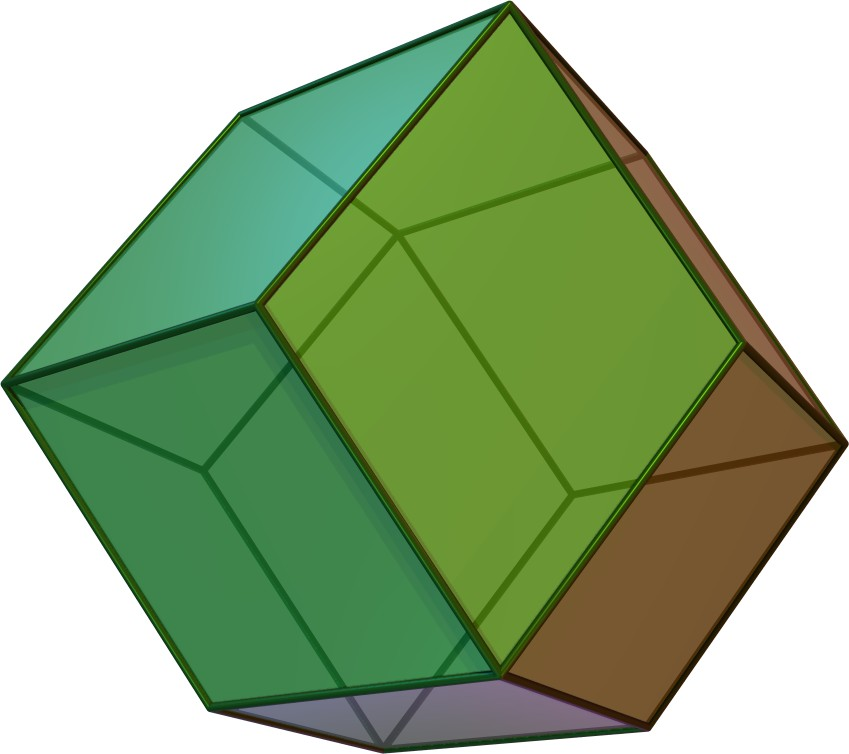
Rhombendodekaeder
Rhombentriakontaeder
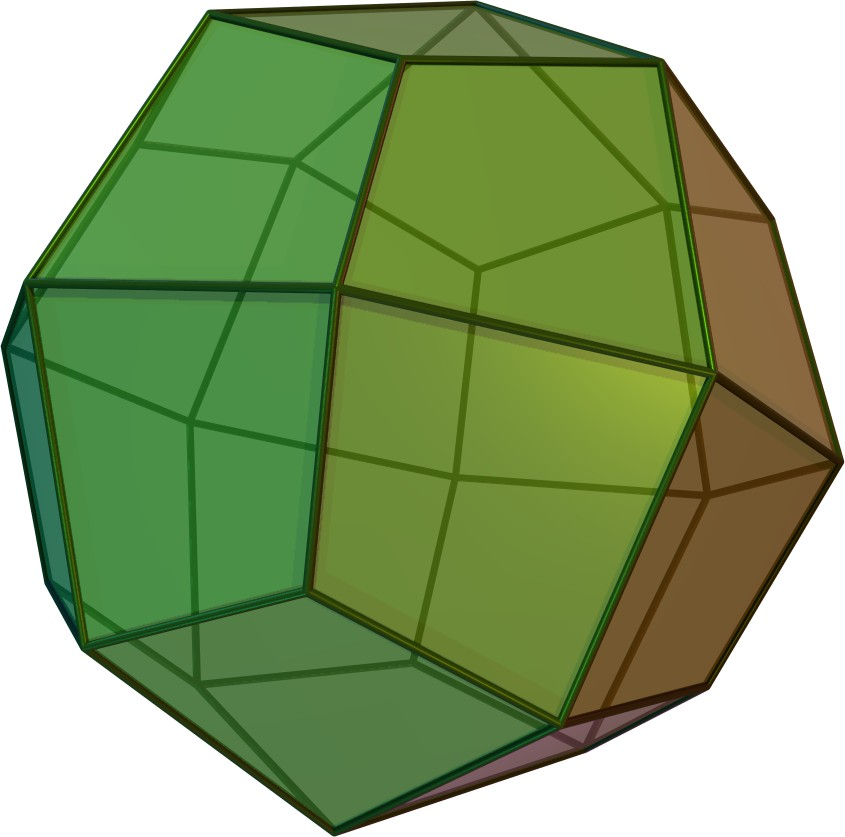
Deltoidalikositetraeder
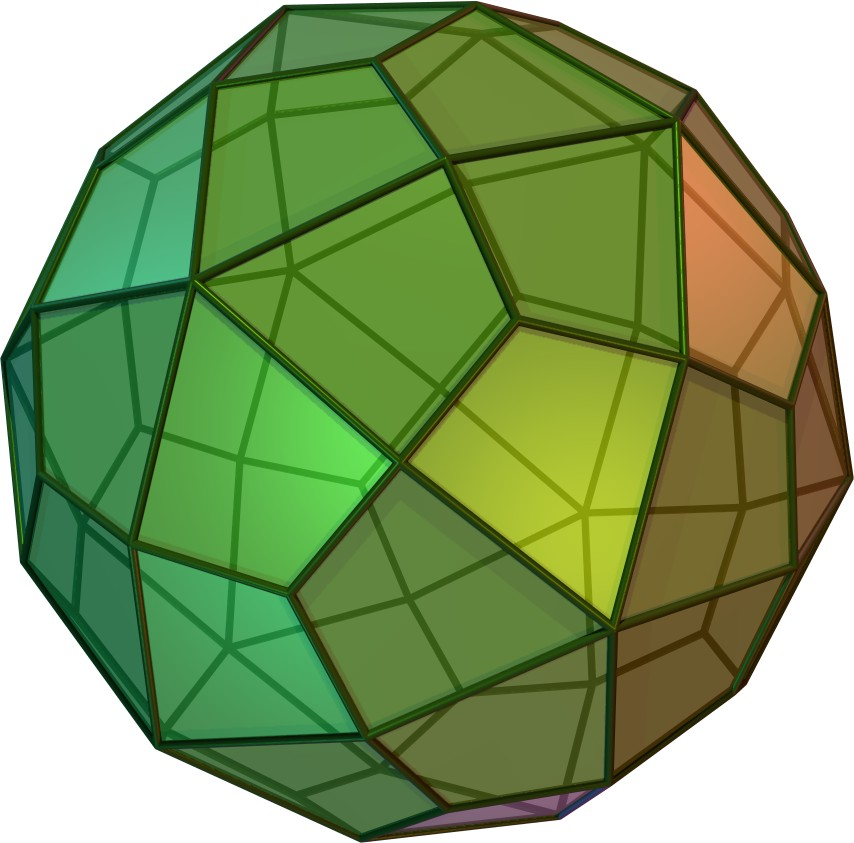
Deltoidalhexakontaeder